# Hister planiformis
Hister planiformis är en skalbaggsart som beskrevs av Lewis 1897. Hister planiformis ingår i släktet Hister och familjen stumpbaggar. Inga underarter finns listade i Catalogue of Life.